# Materiálová konstanta
Materiálová konstanta v technice je určitá kvantitativní charakteristika dané látky, kterou lze v určitém smyslu považovat za neměnnou. Zpravidla se nejedná o pravou, univerzální konstantu, ale o veličinu, která pro daný materiál nabývá konstantní hodnoty pouze za určitých podmínek (určitý rozsah teplot, tlaku a pod.). Materiálová konstanta tedy charakterizuje vlastnost dané látky za přesně specifikovaných podmínek či v přesně specifikované aproximaci reálného chování. Materiálovou konstantou bývá často fyzikální veličina, např.: permeabilita, teplotní součinitel elektrického odporu, modul pružnosti, nebo některé speciální hodnoty fyzikálních veličin, např.: mez úměrnosti, pružnosti, kluzu a pevnosti, Curieova teplota a podobně. Materiálovou konstantou může být i technická veličina, tedy veličina závislá na metodice měření, kterou je definována, např. charakteristické tvrdosti různých materiálů (podle Brinella (či obdoba podle Janky), podle Vickerse, podle Rockwella, apod.).
Materiálové konstanty se obvykle vyskytují v empirických vztazích a jsou většinou určovány experimentálně. Materiálové konstanty se používají ve fyzice, chemii a zejména v technice a dalších aplikacích přírodních věd.